# Ed Logg
 (avril 2020).
Si vous disposez d'ouvrages ou d'articles de référence ou si vous connaissez des sites web de qualité traitant du thème abordé ici, merci de compléter l'article en donnant les références utiles à sa vérifiabilité et en les liant à la section « Notes et références ».
Ed Logg, né à Seattle en 1948, est un concepteur américain de jeu vidéo d’arcade. Il commence sa carrière chez Atari puis Atari Games. Il a codéveloppé le jeu vidéo Asteroids en 1979 avec Lyle Rains et a également collaboré à la conception d’autres jeux tels que Centipede, Millipede, la série des Gauntlet et la série des San Francisco Rush.